# ژوگش پتی
ژوگش پتی (انگلیسی: Jogesh Pati؛ زاده ۱۹۳۷) فیزیک‌دان نظری هندی-آمریکایی شاغل در آزمایشگاه ملی شتاب‌دهنده اسلاک است که برندهٔ مدال دیراک شده‌است.